# Stazione di Pompiano
La stazione di Pompiano era una fermata ferroviaria posta sulla linea Cremona-Iseo. Serviva l'omonimo paese della Bassa bresciana.

## Storia
La fermata venne costruita come parte della tratta da Soncino a Rovato della linea Cremona-Iseo della Società Nazionale Ferrovie e Tramvie (SNFT), aperta all'esercizio il 28 ottobre 1932.
Cessò l'esercizio con la chiusura della linea il 2 gennaio 1956.

## Strutture e impianti
La fermata di Pompiano era posta alla progressiva chilometrica 15+182 da Rovato, fra la fermata di Corzano e la stazione di Orzivecchi.